# Zaouia El Abidia
Zaouia El Abidia (în arabă الزاوية العابدية) este o comună din provincia Ouargla, Algeria.
Populația comunei este de 19.993 de locuitori (2008).